# Albán labdarúgókupa
Az albán labdarúgókupa vagy albán kupa (hivatalos nevén Kupa e Shqipërisë) a legrangosabb nemzeti labdarúgókupa Albániában, amelyet először 1939-ben rendeztek meg "Kupa e Mbretit" (magyarul:"Király-kupa") néven. Egy évvel később nem rendezték meg a II. világháború kitörése miatt, majd csak 1948-ban indult a következő sorozat "Kupa e Republikes" ("Köztársasági-kupa") elnevezéssel. A jelenleg is használatos nevet 1991. óta viseli.
A legsikeresebb klub a KF Tirana amely eddig 16 alkalommal hódították el a trófeát.
Az albán kupa az ország második legrangosabb labdarúgó versenykiírása, az albán bajnokság után. A kupa győztese jogán Albánia csapatot indíthat az Európa-liga első selejtezőkörében.

## Eddigi győztesek
| Szezon    | Győztes               | Ezüstérmes            |
| --------- | --------------------- | --------------------- |
| 1938-39   | KF Tirana             | mini tornát rendeztek |
| 1940-47   | nem rendezték meg     | nem rendezték meg     |
| 1948      | Partizani Tirana      | KF Tirana             |
| 1949      | Partizani Tirana      | KF Tirana             |
| 1950      | KS Dinamo Tirana      | Partizani Tirana      |
| 1951      | KS Dinamo Tirana      | Partizani Tirana      |
| 1952      | KS Dinamo Tirana      | KF Tirana             |
| 1953      | KS Dinamo Tirana      | Partizani Tirana      |
| 1954      | KS Dinamo Tirana      | Partizani Tirana      |
| 1955–1956 | nem rendezték meg     | nem rendezték meg     |
| 1957      | Partizani Tirana      | Lokomotiva Durrës     |
| 1958      | Partizani Tirana      | Skënderbeu Korçë      |
| 1959      | nem rendezték meg     | nem rendezték meg     |
| 1960      | KS Dinamo Tirana      | KS Flamurtari Vlorë   |
| 1961      | Partizani Tirana      | KS Besa Kavajë        |
| 1962      | nem rendezték meg     | nem rendezték meg     |
| 1962–63   | KF Tirana             | KS Besa Kavajë        |
| 1963–64   | Partizani Tirana      | Tomori Berat          |
| 1964–65   | KF Vllaznia Shkodër   | Skënderbeu Korçë      |
| 1965–66   | Partizani Tirana      | KF Vllaznia Shkodër   |
| 1966–67   | nem rendezték meg     | nem rendezték meg     |
| 1967–68   | Partizani Tirana      | KF Vllaznia Shkodër   |
| 1968–69   | nem rendezték meg     | nem rendezték meg     |
| 1969–70   | Partizani Tirana      | KF Vllaznia Shkodër   |
| 1970–71   | KS Dinamo Tirana      | KS Besa Kavajë        |
| 1971–72   | KF Vllaznia Shkodër   | KS Besa Kavajë        |
| 1972–73   | Partizani Tirana      | KS Dinamo Tirana      |
| 1973–74   | KS Dinamo Tirana      | Partizani Tirana      |
| 1974–75   | KF Elbasani           | Lokomotiva Durrës     |
| 1975–76   | KF Tirana             | Skënderbeu Korçë      |
| 1976–77   | KF Tirana             | KS Dinamo Tirana      |
| 1977–78   | KS Dinamo Tirana      | KS Lushnja            |
| 1978–79   | KF Vllaznia Shkodër   | KS Dinamo Tirana      |
| 1979–80   | Partizani Tirana      | KF Elbasani           |
| 1980–81   | KF Vllaznia Shkodër   | KS Besa Kavajë        |
| 1981–82   | KS Dinamo Tirana      | KF Tirana             |
| 1982–83   | KF Tirana             | KS Flamurtari Vlorë   |
| 1983–84   | KF Tirana             | KS Flamurtari Vlorë   |
| 1984–85   | KS Flamurtari Vlorë   | Partizani Tirana      |
| 1985–86   | KF Tirana             | KF Vllaznia Shkodër   |
| 1986–87   | KF Vllaznia Shkodër   | KS Flamurtari Vlorë   |
| 1987–88   | KS Flamurtari Vlorë   | Partizani Tirana      |
| 1988–89   | KS Dinamo Tirana      | Partizani Tirana      |
| 1989–90   | KS Dinamo Tirana      | KS Flamurtari Vlorë   |
| 1990–91   | Partizani Tirana      | KS Flamurtari Vlorë   |
| 1991–92   | KF Elbasani           | KS Besa Kavajë        |
| 1992–93   | Partizani Tirana      | KS Albpetrol Patos    |
| 1993–94   | KF Tirana             | KS Teuta Durrës       |
| 1994–95   | KS Teuta Durrës       | KF Tirana             |
| 1995–96   | KF Tirana             | KS Flamurtari Vlorë   |
| 1996–97   | Partizani Tirana      | KS Flamurtari Vlorë   |
| 1997–98   | KF Apolonia Fier      | KS Lushnja            |
| 1998–99   | KF Tirana             | KF Vllaznia Shkodër   |
| 1999–00   | KS Teuta Durrës       | KS Lushnja            |
| 2000–01   | KF Tirana             | KS Teuta Durrës       |
| 2001–02   | KF Tirana             | KS Dinamo Tirana      |
| 2002–03   | KS Dinamo Tirana      | KS Teuta Durrës       |
| 2003–04   | Partizani Tirana      | KS Dinamo Tirana      |
| 2004–05   | KS Teuta Durrës       | KF Tirana             |
| 2005–06   | KF Tirana             | KF Vllaznia Shkodër   |
| 2006–07   | KS Besa Kavajë        | KS Teuta Durrës       |
| 2007–08   | KF Vllaznia Shkodër   | KF Tirana             |
| 2008–09   | KS Flamurtari Vlorë   | KF Tirana             |
| 2009–10   | KS Besa Kavajë        | KF Vllaznia Shkodër   |
| 2010–11   | KF Tirana             | KS Dinamo Tirana      |
| 2011–12   | KF Tirana             | Skënderbeu Korçë      |
| 2012–13   | KF Laçi               | Bylis Ballsh          |
| 2013–14   | KS Flamurtari Vlorë   | FK Kukësi             |
| 2014–15   | KF Laçi               | FK Kukësi             |
| 2015–16   | FK Kukësi             | KF Laçi               |
| 2016–17   | KF Tirana             | Skënderbeu Korçë      |
| 2017–18   | Skënderbeu Korçë      | KF Laçi               |
| 2018–19   | FK Kukësi             | KF Tirana             |
| 2019–20   | KS Teuta Durrës       | KF Tirana             |
| 2020–21   | KF Vllaznia Shkodër   | Skënderbeu Korçë      |
| 2021–22   | KF Vllaznia Shkodër   | KF Laçi               |
| 2022–23   | KF Egnatia Rrogozhinë | KF Tirana             |
| 2023–24   | KF Egnatia Rrogozhinë | FK Kukësi             |
| 2024–25   | KS Dinamo City        | KF Egnatia Rrogozhinë |

### Dicsőségtábla
| Klub                                             | Győztes | Ezüstérmes | Győztes évek                                                                                      |   |
| ------------------------------------------------ | ------- | ---------- | ------------------------------------------------------------------------------------------------- | - |
| KF Tirana                                        | 16      | 11         | 1938-39, 1963, 1976, 1977, 1983, 1984, 1986, 1994, 1996, 1999, 2001, 2002, 2006, 2011, 2012, 2017 |   |
| FK Partizani Tirana                              | 15      | 8          | 1948, 1949, 1957, 1958, 1961, 1964, 1966, 1968, 1970, 1973, 1980, 1991, 1993, 1997, 2004          |   |
| Dinamo City(Korábban: Dinamo Tirana)             | 14      | 6          | 1950, 1951, 1952, 1953, 1954, 1960, 1971, 1974, 1978, 1982, 1989, 1990, 2003, 2025                |   |
| KF Vllaznia Shkodër                              | 8       | 8          | 1965, 1972, 1979, 1981, 1987, 2008, 2021, 2022                                                    |   |
| KS Flamurtari Vlorë                              | 4       | 8          | 1985, 1988, 2009, 2014                                                                            |   |
| KS Teuta Durrës (Korábban: Lokomotiva Durrës)    | 4       | 6          | 1995, 2000, 2005, 2020                                                                            |   |
| KS Besa Kavajë                                   | 2       | 6          | 2007, 2010                                                                                        |   |
| KF Laçi                                          | 2       | 3          | 2013, 2015                                                                                        |   |
| FK Kukësi                                        | 2       | 3          | 2016, 2019                                                                                        |   |
| KF Egnatia Rrogozhinë                            | 2       | 1          | 2023, 2024                                                                                        |   |
| KF Elbasani (Korábban: Labinoti és KF Elbasanin) | 2       | 1          | 1975, 1992                                                                                        |   |
| Skënderbeu Korçë                                 | 1       | 6          |                                                                                                   |   |
| KF Apolonia Fier                                 | 1       | -          | 1998                                                                                              | - |
| KS Lushnja (Korábban: Traktori Lushnje)          | -       | 3          | -                                                                                                 |   |
| KS Tomori Berat                                  | -       | 1          | -                                                                                                 |   |
| KS Albpetrol Patos                               | -       | 1          | -                                                                                                 |   |
| KS Bylis Ballsh                                  | -       | 1          | -                                                                                                 |   |

## Lásd még
- Albán labdarúgó-szuperkupa

## Külső hivatkozások
- Kupadöntők és eredmények az rsssf.com-on (angolul)